# Leptomenes richardsi
Leptomenes richardsi är en stekelart som beskrevs av Giordani Soika 1975. Leptomenes richardsi ingår i släktet Leptomenes och familjen Eumenidae. Inga underarter finns listade i Catalogue of Life.